# Hælspore
 Denne artikel bør gennemlæses af en person med fagkendskab for at sikre den faglige korrekthed.

Hælspore (lat. Plantar fasciitis; 'plantar' for fod, 'fasci' for hinde og 'itis' for inflammation) er en inflammation i fodens hinde, en belastningssygdom under foden, der kan opstå efter langvarig belastning af de store sener under foden og give smerter i hælen. I et forsøg på at reparere opståede småskader i senen begynder kroppen at aflejre kalk hvor senen fæstner til hælbenet, en såkaldt hælspore.
Selve hælsporen er et lille – typisk krogformet – knoglestykke, der opstår på hælbenet (calcaneus). Hælspore er smertefuldt især om morgenen, og smerterne bliver typisk mindre i løbet af dagen i takt med at aktivitsniveauet øges.

## Risikogrupper
Hælspore er særligt udbredt blandt sportsfolk, som løber og hopper meget. Risikofaktorer for hælspore er:
- Besværet gang, som øger belastningen på hælbenet, ledbånd og nerverne omkring hælen
- Løb herunder især på hårde overflader
- Dårlige og slidte sko uden passende svangstøtte
- Overvægt og fedme
- Alderdom
- Sukkersyge

## Behandling
Aktiv hvile er en af de vigtigste elementer i behandlingen af hælspore. Aktiv hvile betyder, at man skal begrænse den eller de aktiviteter, som er grund til skaden, men man skal ikke stoppe med at være aktiv. Kroppen skal holdes i gang. Hvis løbe er skyld i smerterne, kan man overveje at svømme eller cykle.
Stimulerende træning af det skadede væv er også en effektiv måde at behandle svangsenebetændelse. De fleste vil også få glæde af at lave udstræk af achillessenen og lægmusklen, samt stabiletets- og bevægeøvelser, for at sikre stabiliteten og bevægeligheden omkring foden.
Tilstanden forværres, hvis man derimod fortsætter med den eller de aktiviteter, som er skyld i skaden. Respekteres skaden ikke kan det blive en langtrukken og smertefuld affære, da senevæv er en af de vævstyper i kroppen, der er længst tid om at hele.